# Julia Marino (snowboardster)
Julia Marino (Westport (Connecticut), 11 september 1997) is een Amerikaanse snowboardster.

## Carrière
Op de FIS wereldkampioenschappen snowboarden 2015 in Kreischberg eindigde Marino als negentiende op het onderdeel slopestyle. Bij haar wereldbekerdebuut, in februari 2015 in Park City, scoorde ze direct haar eerste wereldbekerpunten. Op 11 februari 2016 boekte de Amerikaanse in Boston haar eerste wereldbekerzege.

## Resultaten

### Wereldkampioenschappen
| Jaar | Plaats      | Resultaten     |
| ---- | ----------- | -------------- |
| 2015 | Kreischberg | 19e Slopestyle |

### Wereldbeker
Eindklasseringen
| Seizoen   | Algm | BA   | SBS |
| --------- | ---- | ---- | --- |
| 2014/2015 | 51e  | –    | 25e |
| 2015/2016 | 13e  | Goud | 46e |

Wereldbekerzeges
| Datum            | Plaats | Onderdeel  |
| ---------------- | ------ | ---------- |
| 11 februari 2016 | Boston | Big air    |
| 12 februari 2017 | Quebec | Slopestyle |